# Campeonato Europeo de Remo de 1925
El XXVII Campeonato Europeo de Remo se celebró en Praga (Checoslovaquia) en 1925 bajo la organización de la Federación Internacional de Sociedades de Remo (FISA).
En total se disputaron siete pruebas diferentes, todas ellas en la categoría masculina.

## Resultados

### Masculino
| Evento                 | Oro | Plata | Bronce                                                                                        |
| ---------------------- | --- | --- | --------------------------------------------------------------------------------------------- |
| Scull individual M1X   | Constant Pieterse · Países Bajos | Josef Schneider · Suiza | Andrzej Osiecimski-Czapski · Polonia                                                          |
| Doble scull M2X        | Jean-Pierre Stock Marc Detton Francia | Rudolf Bosshard · Max Schmid · Suiza | Josef Straka Julius Gerhardt Checoslovaquia                                                   |
| Dos sin timonel M2-    | Alois Reinhard · Wilhelm Siegenthaler · Suiza | Jean-Baptiste van Silfhout · Johannes van der Vegte · Países Bajos | Antonín Šnábl Emil Novotný Checoslovaquia                                                     |
| Dos con timonel M2+    | Alois Reinhard · Wilhelm Siegenthaler · Walter Ludin (t) · Suiza | Francia | Hendrik van Suylekom · Carel van Wankum · Cor Quispel (t) · Países Bajos                      |
| Cuatro sin timonel M4- | Kurt Pfeiffer · Alfred Probst · Hermann Haller · Arthur Dreyfus · Suiza                                                                                                   | Jean-Baptiste van Silfhout · Jacob Brandsma · Johannes van der Vegte · Th. Wennekendonk · Países Bajos                                                                         | Renato Petruzzelli Luigi Arciuli Rolando Gantes Giuseppe Magaletti Italia                     |
| Cuatro con timonel M4+ | Remigio Genzo Alberto Privilegi Mimmo Montegnacco Elio Grio Mario Martinelli (t) Italia                                                                                   | Lajos Wick · Sándor Hautzinger · Béla Blum · Zoltán Török · Károly Koch (t) · Hungría                                                                                          | Édouard Candeveau · Hans Winzeler · Charles Liechti · Max Pfeiffer · Walter Ludin (t) · Suiza |
| Ocho con timonel M8+   | Karl Schöchlin · Hans Schöchlin · Moritz Müller · Wilhelm Wippermann · Paul Käser · Charles Holenstein · Julien Comtesse · Hans Rüfenacht · Theophil Mosimann (t) · Suiza | W. H. van Heerdt · Johan Huges · H. P. J. van Ketwich Verschuur · F. M. Joseph · Albert Ooiman · Theo Tromp · Teun Beijnen · H. J. Brommet · Kees van Lumme (t) · Países Bajos | Francia                                                                                       |

## Medallero
| Núm. | País           | Oro | Plata | Bronce | Total |
| ---- | -------------- | --- | ----- | ------ | ----- |
| 1    | Suiza          | 4   | 2     | 1      | 7     |
| 2    | Países Bajos   | 1   | 3     | 1      | 5     |
| 3    | Francia        | 1   | 1     | 1      | 3     |
| 4    | Italia         | 1   | 0     | 1      | 2     |
| 5    | Hungría        | 0   | 1     | 0      | 1     |
| 6    | Checoslovaquia | 0   | 0     | 2      | 2     |
| 7    | Polonia        | 0   | 0     | 1      | 1     |
|      | TOTAL          | 7   | 7     | 7      | 21    |